# Charles R. MacIver
Charles Ronald MacIver (* 26. Oktober 1890 in Bromborough, Merseyside; † 25. April 1981 in Maughold, Isle of Man), je nach Quelle auch Cecil R. MacIver, war ein britischer Segler.

## Erfolge
Charles R. MacIver gewann 1908 in London bei den Olympischen Spielen in der 12-Meter-Klasse die Silbermedaille. Bei der auf dem Firth of Clyde in Schottland ausgetragenen Regatta traten lediglich die beiden britischen Boote Hera und Mouchette, zu deren Crew MacIver gehörte, in zwei Wettfahrten gegeneinander an. Die Hera gewann beide Wettfahrten, sodass neben MacIver und Skipper Charles MacIver, seinem Vater, auch die übrigen Crewmitglieder John Jellico, James Baxter, William Davidson, Thomas Littledale, J. Graham Kenion, James Spence, John Adam und Charles MacLeod-Robertson den zweiten Platz belegten.